# Oncideres saga
Oncideres saga är en skalbaggsart som först beskrevs av Johan Wilhelm Dalman 1823.  Oncideres saga ingår i släktet Oncideres och familjen långhorningar.
Artens utbredningsområde är:
- Paraguay.
- Uruguay.

Inga underarter finns listade i Catalogue of Life.